# Lezo (Aklan)
Lezo is een gemeente in de Filipijnse provincie Aklan in het noordwesten van het eiland Panay. Bij de laatste census in 2007 had de gemeente ruim 13 duizend inwoners.

## Geografie

### Bestuurlijke indeling
Lezo is onderverdeeld in de volgende 12 barangays:
| - Agcawilan - Bagto - Bugasongan - Carugdog - Cogon - Ibao | - Mina - Poblacion - Santa Cruz - Santa Cruz Bigaa - Silakat-Nonok - Tayhawan |

## Demografie
Lezo had bij de census van 2007 een inwoneraantal van 13.077 mensen. Dit zijn 684 mensen (5,5%) meer dan bij de vorige census van 2000. De gemiddelde jaarlijkse groei komt daarmee uit op 0,74%, hetgeen lager is dan het landelijk jaarlijks gemiddelde over deze periode (2,04%).